# Juri Iljitsch Druschnikow
Juri Iljitsch Druschnikow (russisch Юрий Ильич Дружников; wiss. Transliteration Jurij Il'ič Družnikov; eigentlich Juri Israilewitsch Alperowitsch, bekannt als Yuri Druzhnikov; * 17. April 1933 in Moskau, UdSSR; † 14. Mai 2008 in Davis, Kalifornien) war ein sowjetischer und russischer Schriftsteller, Journalist und Dissident.
Druschnikow arbeitete als Schauspieler, Fotograf, Redakteur, Journalist und Reisekorrespondent, als Autor und nach seiner erzwungenen Emigration 1987 in die USA ab 1989 als Professor für Russisch an der University of California, Davis. Er war auch der Vizepräsident des amerikanischen Zweiges des Internationalen P.E.N. Clubs.
Sein Roman Angely na kontschike igly (russisch Ангелы на кончике иглы „Engel auf der Nadelspitze“; engl. Übersetzung von Thomas Moore unter dem Titel Angels on the Head of a Pin) fand Aufnahme in der UNESCO-Sammlung repräsentativer Werke.

## Schriften
- Informer 001: The Myth of Pavlik Morozov [Агент 001, или Вознесение Павлика Морозова] (1996) - Juri Druschnikow: Denunziant 001 oder Das Geheimnis von Pawel Morosow (russisch)
- Contemporary Russian Myths: A Skeptical View of the Literary Past (1999)
- Prisoner of Russia [Узник России. По следам неизвестного Пушкина / Uznik Rossii - Po sledam neizvestnogo Pushkina] (1998)
- Angels on the Head of a Pin [Ангелы на кончике иглы / Angely na Konchike Igly] (2002)
- Passport to Yesterday (2004)